# Yobe Desert Stars
Yobe Desert Stars FC este un club de fotbal din Nigeria, fondat în 1991, își are sediul în orașul Damaturu. Echipa concurează în Nigeria National League, al doilea eșalon al fotbalului nigerian.